# Руандска револуција
Руандска револуција, позната и као друштвена револуција или ветар разарања (кињ. muyaga), био је период етничког насиља у Руанди од 1959. до 1961. године између народа Хуту и Тутси, две од три етничке групе у Руанди. Револуција је виђена за време преласка земље из оквира белгијске колонијалне власти са Тутси монархијом унутар независне републике доминантних Хутуа.
Руандом је владала Тутси монархија најмање 18. векова, са укорењеном про-Тутси и анти-Хуту политиком. Немачка и Белгија успешно су контролисале Руандом почетком 20. века, владајући помоћу њихових краљева тако се залажући за про-Тутси политику. Након 1945. године, противелитне групе народа Хуту доводе до погоршања односа између етничких заједница у Руанди. Руководство народа Тутси водило је политику оснаживања моћи и брзе независности док се Хуту елита залагала за пренос власти са народа Тутси на народ Хуту. Идеју елитног друштва Хуту народа је била подржана од стране римокатоличке цркве и руандске колонијалне власти.
Револуција је почела у новембру 1959. године, са низом немира и подметања пожара кућама Тутси народу, када је уследио напад једног од лидера Хуту народа Доминика Мбониумутвеа усмереног против Тутси екстремиста. Насиље се убрзо проширило на читаву земљу. Краљ и политичари народа Тутси предузели су покушај контранапада како би ослабили, и тиме прогонили, народ Хуту и Белгијанце, али су били заустављени од стране белгијског колонисте Гаја Логијеа, који је служио као белгијски колонијални гувернер у Руанди. Логије је повратио ред и закон, отпочињајући програм промоције и заштите Хуту елите. Белгијанци су онда заменили многе лидере Тутси народа са покрајинским лидерима Хуту народа укључујући сувереног краља Кигелија V, који је касније побегао из земље. Упркос текућим анти-Тутси нередима, Белгија је организовала локалне изборе средином 1960-их. Странке Хуту народа су, као резултат избора, успоставиле контролу над скоро свим општинама у Руанди тако ефикасно окончајући револуцију. Логије и лидер Хуту народа Грегор Кајибанда прогласили су Руанду аутономном републиком 1961. године да би 1962. Руанда постала у потпуности независна држава.
Револуција је резултирала одласком 336.000 припадника Тутси народа у суседним земљама, где су живели као избеглице. Иако су узрујани становници отишли, тражили су начин за непостредан долазак у Руанду делећи се тако на оне који траже преговоре и оне које су желели да збаце нови режим са власти. Неколико избеглица су формирали оружане групе (назване ињензи, или бубашвабе, од стране владе Хуту владе) које су кренуле у офанзивне нападе на Руанду. Највећи напад се догодио крајем 1963. године када су изненадном опсадом напали Кигали. Влада је узвратила напат, наневши пораз бубашвабама и убивши на хиљаде преосталих припадника народа Тутси. Након свих напада и тензија није постојала бојазност за становнике све до 1990-их година када је избио грађански рат инициран од стране избеглица Тутси народа окупљеног око снага Патриотског фронта Руанде (ПФР) натерајући владу Хуту народа на преговоре. То је довело до раста Хуту екстремизма и почетак крвавог геноцида у коме је убијено на стотине хиљада припадника народа Тутси пре него што је ПФР успоставио контролу над земљом. 

## Позадина

### Преколонијални период Руанде
Најранији житељи који су живели на територији Руанде јесу припадници народа Тва, који
су припадали групи урођеничких Пигмеја ловца–сакупљача, који су се населили на овом подручју између 8000. и 3000. године пре нове ере на коме су се одржали све до дан данас. Између 700. године пре нове ере и 1500. године нове ере, значајан број Банту народа је емигрирао у Руанду бавећи се крчењем шуме као би створио повољно тло за пољопривредни узгој. Шумски народ Тва су се након губитка великог дела њиховог станишта преселило у планине. Историчари имају неколико теорија о досељавању Банту народа на овом подручју. Према неким подацима, први досељеници су народ Хуту док се за народ Тутси сматра да су се доселили касније и формирали јасне расне групе, вероватно, кушитског порекла. Алтернативна теорија о насељавању каже да се насељавање одвијало полако и мирно (без претензија за освајањем), са долазећим групама народа који су се интегрисале у постојеће друштво. Према овој теорији разликовање Хуту и Тутси народа је настало касније, као разлика по класама, а не као претходно наведена радикална разлика према расама.
Становништво је углавном било уједињено у клановима (убвоко) у око осам краљевства до 1700. године. Земља је била плодна и густо насељена са краљевинама који су стриктно контролисали друштво. Краљевина Руанда владала је Тутси–Њигиња кланом који је постао доминантан почетком и средином 18. века. Његово порекло води од мале топархије у близини језера Мухази, краљевство које је кренуло путем освајања и асимилације, достиже свој врхунац за време владавине краља (Мвами) Кигелија Рвабугирија између 1853. и 1895. године. Рвабугири је проширио краљевину на север и запад, спровођењем административних реформи, које су обухватиле убухаке (групу Тутси народа који чувају стоку и привилеговани Хуту или Тутси народ који се бавио трговинском разменом) и убуретва (група народа Хуту која је принудним радом кулучила за лидере народа Тутси). Рвабугиријеве реформе су довеле до раскола између Хуту и Тутси народа.

### Колонизација
Према Берлинској конференцији 1884. године територија Руанде у својим границама додељена је Немачком царству. Када је Густав Адолф фон Гецен, први Европљанин који је дошао на тло Краљевине Руанде, десет година након конференције, укључујући плодни регион на истоку од језера Киву. Немачка је над тим регионом полагала суверенитет иако је над њим суверенитет полагао и Леополд II као део Слободне Државе Конго (анексиране од Белгије као Белгијски Конго 1908. године). Да би поткрепила свој суверенитет, Немачка покреће политику индиректне владавине кроз Руандску монархију подржавајући надређене Тутсије у чији систем укључује неколико европских трупа. Краљ Јухи V Мусинга, који је емигрирао из земље након низа немира изазваним смрћу његовог оца Рвабугирија у борбама са белгијским војницима, пружио је подршку Немцима које је користио за јачање властите моћи. Територија Руанде је постала западна граница Немачке источне Африке. Немачка власт је подржала Рвабугијев план централизације што је довело до још већег раскола између Тутси и Хуту народа.
Белгијске трупе су преузеле контролу над Руандом и Бурундијем током Првог светског рата чиме је држава потпала под белгијску контролу 1919. године, у слопу мандатских територија Уједињених нација, под именом Руанда-Урунди. Иако је Белгија првобитно наставила немачки метод државног руководства монархијом, 1926. године, успоставила је директну колонијалну власт у складу са политиком суседног Конга. Реформе су укључиле поједностављење комплексног тролидерског система тако поједностављујући вођство на једног лидера (обично из реда народа Тутси) уместо претходних три (обично подељених између Тутси и Хуту народа) који су владали локалним подручјима. Белгијске реформе су такође укључиле и убуретву (принудни рад Хутуа којима су управљали претпостављени Тутси) физичких лица, а не само заједница, и региона чијим су системом претходно били покривени. Тутси лидери су започели процес аграрних реформи уз подршку белгијских колонијалиста тако доневши закон по коме се плодне травнате области, традиционално руковођене од стране народа Хуту, заплењују и приватизују уз минималну надокнаду.
Почев од краја 1920-их година улога Католичке цркве је расла. Католички свештеници су охрабрени од стране белгијске владе јер су исти промовисали њихову администрацију. Много Руандијаца (укључујући елитне Тутсије) су се покатоличили јер је католицизам све више постајало предуслов друштвеног напретка земље. Краљ Мусинга је одбио да се покатоличи па је, 1931. године, био збачен са власти одлуком белгијских колонијалиста након чега га је његов најстарији син који је прихватио католицизам, Мутара III Рудахигва, наследио и постао први хришћански руандски краљ. Током 1930-их година Белгијанци су представили велике пројекте у областима образовања, здравствене заштите, јавних радова и надзора осигурања укључујући нове технологије жетве, на пољу агрокултуре, и технике побољшања снабдевања храном. Руанда је била модернизована а Тутси су и даље остали на власти остављајући иза себе обесправљене Хутуе које су и даље били под условом великих принудних радова (кулука). Године 1935. Белгија је увела личне карте, индивидуално дефинишући становнике као Тутси, Хуту, Тва и натурализоване. Премда имућни Хуту раније нису били у могућности да постану као повлашћени Тутси, увођењем личних карата се завршила њихова даља социјална мобилност.

## Увод

### Хуту контра-елита
Белгија је и након Другог светског рата наставила да влада Руандом посредством обећаних територија Уједињених нација које су надзирале њену владавину до евентуалне независности. Економски пејзаж државе се значајно променио у време рата; монетарна економија је расла, а заједно са њом и потражња за радницима који би радили у конгоанским рудницима у Катанги и на плантажама кафе и шећера у Уганди. За време Другог светског рата се догодио и помак у католичкој цркви; истакнуте личности из ране руандске цркве су биле из богатих и конзервативних породица (као на пример Леон-Пол Клас), су замењене млађим свештеницима пореклом из редова радничке класе. Од њих највећи део су чинили Фламанци чешће него Валонци Белгијанци подржани, јединственим положајем, од стране народа Хуту. Економски услови и богословско образовање пружили су цркви могућност да народу Хуту доделе друштвену мобилност, што није раније био случај, омогућивши тако развој елитне групе Хуту лидера и интелектуалаца. Ова група се састојала од Хуту народа из преколонијалне Краљевине Руанде, у којој су се придружили истакнути грађани краљевине стечени за време колонијализма (укључујући и народ Чига).
Најпознатија личност у покрету је био Грегор Кајибанда. Као и већина контра-елите и Кајибанда је био обучаван за свештеника у Њакибанда богословији иако он није био рукоположен. Након завршетка свог образовања 1948. године првобитно је постао учитељ у основној школи. Године 1952. Кајибанда је постао успешан уредник католичког часописа Лами (фр. L'Ami) Алексиса Кагамеа. Током касних 1950-их година постао је члан управног одбора организације Рад, поузданост, напредак (фр. Travail, Fidélité, Progrès (TRAFIPRO)), уредник про-Хуту католичког магазина Кињаматека и оснивач Друштвеног покрета Мухуту (фр. Mouvement Social Muhutu (MSM)).
Друга главна личност Хуту елите био је Жозеф Гитера, други бивши богослов који је обитавао на југу земље; који је напустио цркву како би основао малу циглану. Гитера је основао Асоцијацију за друштвену промоцију масе (АПРОСОМА) као политичку партију. Религијски историчари попут Џејна Лајндена су га описали као „веома страственог и понекад саосећајног”, супротно од Кајибанде и бивших Хуту богослова, али „често несталног и понекад фанатичног”. За разлику од Кајибанде, Гитера се залагао за предузимање одлучних мера против „угњетавања” монархије још ране 1957. године, међутим, његова реторика се мање фокусирала на поделу између народа Хуту и Тутси и њиховом ослобађању од сиромаштва.

### Погоршање Хуту-Тутси односа
Хуту контра-елита је уживала у разумним односима са краљем и Тутси елитом почетком 1950-их година као и тежњи ка демократији доминантној у политичком животу. Млади Тутси и Хуту, који су образовани у католичким богословијама или посредовали у међународној трговини, су дошли заједно као „evolués”, радећи под млађим улогама у колонијалној администрацији. Међутим, Хуту—Тутси односи су се рапидно погоршали 1956. године. У јулу, конгоанске дневне новине La Presse Africaine су објавиле анонимни чланак руандског свештеника у коме се наводи вековно злостављање Хуту народа од стране Тутси елите. Чланак је био праћен осталим текстовима у листу La Presse Africaine, као и текстовима у осталим конгоанским и бурундијским дневним новинама, у којима се детаљније описивала историја између група народа и статуса краља. Краљ Мутара и Тутси елита одбацили су оптужбе нагласивши да се етничке препреке између Хуту и Тутси народа не требају мешати са социјалном мобилношћу. Следећи катализатор распада и нарушених односа био је приметан на првим демократским парламентарним изборима у Руанди 1957. године који су расписани у сладу са општим мушким селективним правима донетим септембра 1956. године. Становништву је било дозвољено да гласају за претпостављене, а 66% од броја изабраних су Хуту. Више истакнутих положаја у традиционалној и колонијалној хијерархији су изабрани и постављени на положаје, што није био случај за остале народе попут народа Тутси. Дизбаланс између два народа наглашава се „доживљајем неправедног система” у корист Хутуа.
До 1956. године, монархија и истакнути Тутси били су опуштени у погледу независности уверени да ће сва власт прећи на њих од Белгијанаца на прописан начин. Узнемирени растућим утицајем народа Хуту и тензијама између група започели су кампању, крајем 1956. године, за брзо остваривање независности. Краљ Рудахигва и про-Тутси Conseil Superieur предложили су нове министре финансија, образовања, спољних и унутрашњих послова, који врше своју функцију независно од Белгије, кроз манифест под називом „правац и тачка”. Убрзо након тога реаговала је и контра-елита Хутуа која је овај догађај назвала завером моћних припадника Тутси народа како би показали супериорност након стицања независности Руанде. Кајибанда, са осам осталих Хуту лидера, започели рад на алтернативни посао назван Бахуту манифест (фр. Manifeste des Bahutu). Ауторима је била пружена помоћ у писању овог документа од стане саосећајних Белгијанаца у случају Хутуа. Бахуту манифест је критиковао индиректну владавину позивајући на укидање убухакеа и развој средње класе. То је био први документ у којима се Тутси и Хуту деле на две различите расе, обележавањем Тутсија као „хамите” тако оптужујући их у стварању „расистичког монопола”. Овај манифест се позива на пренос власти са Тутсија на Хуту народ на основу „статистичког закона”. Издање ове визије о будућности земље привукло је пажњу белгијских политичара и јавности у Руанди као друштвени проблем, који су, до овог тренутка, били само забринутост социолога и секција колонијалне управе.
Године 1958. Гитера је посетио краља у његовој палати у Њанзи. Иако је Гитера имао велико поштовање према монархији, краљ Рудахигва га је дочекао са презиром; у једном тренутку састанка он је Гитеру чак зграбио за грло, називајући њега и његове следбенике ињангарвандама (мрзитељима Руанде). То понижење изазвало је МСМ, АПРОСОМА-у и про-Хуту католичке публицисте да истрају у чврстој позицији у противном односу са монархијом. Магазин Кињаматека је објавио детаљан извештај о Рудахигвином третману према Гитери, поричући његов полу-божански статус, оптужујући га за про-Тутси расизам. Магазин је такође објавио детаљне приче о миту о постанку народа Хуту, Тутси и Тва проглашивши краљева начела несагласним са његовом политиком. Чланци се не позивају на директну супротност краља и Хуту сељака, али сматрају да је Рудахигвин налет довео до перманентног расцепа између њега, Хуту контра-елите и властима Белгије. Године 1958. белгијско колонијално министарство покушало је да умањи моћ Рудахигве, смањивајући његове надлежности, али његова популарност са регионалним лидерима из редова народа Тутси (који су се плашили растућим Хуту покретима) је изазвала низ штрајкова и протеста.

### Смрт Рудахигве и формирање Руандске националне уније
Почетком 1959. године, Белгија је сазвала парламентарну комисију задужену за истраживање могућности везаних за демократизацију и стицање независности, као и планирање избора на крају поменуте године. Са Белгијанцима и већином свештенства на својој страни, Гитера је отпочео кампању против Калинге: монархијских бубњара, једним од најмоћнијих симбола монархије. Рудахигва је постао све више уплашен, кријумчарећи бубњеве и напијајући се у великој мери. Умро је од последица излива крви на мозгу јула 1959. године током медицинског третмана у Усумбури, града у данашњем Бурундију. Многи Руандијци су сматрали да је Рудахигва погубљен од стране Белгијанаца иако је аутопсијом његовог тела, која је затражена од његове мајке краљице, потврђен претходно наведени узрок смрти од стране независних лекара. Такође је постављена претпоставка у владиним оквирима да је лично он починио ритуално самоубиство по наредби свог панела историчара. Тутси елита је веровала да је Рудахигва убијен у цркви помоћу Белгијанаца након чега је започета кампању против обоје. Рудахигвин брат Кигели V Ндахиндурва је постављен за краља, без учешћа Белгијанаца и противно њиховој жељи; историчари Лајнден и Лајнден су ову секвенцу описали као „мали пуч Тутсија”.
Након крунисања Кигелија, неколико Тутси претпостављених и владиних званичника залагали су се за брзу независност формиравши партију Руандска национална унија (фр. Union Nationale Rwandaise (UNAR)). Иако је УНАР била про-монархијски настројена, она није била под контролом краља; партија се противила Белгији што је привукло пажњу од стране комунистичког блока. УНАР је одмах започела кампању за промовисање руандског национализма, обећавајући да ће заменити европску историју у школама учењем историје Рвабугирија од почетка његове владавине, такође се позивајући на ликвидацију белаца и мисионара. Ова реторика навела је католичку цркву (и много руандских студената који су подржавали цркву у њеном настојању за смањивањем сиромаштва) да прогласи партију УНАР анти-католичком. Гитера је, за узврат, искористио црквено виђење анти-католичког УНАР-а да затражи подршку од АПРОСОМА-е. Колонијална влада је предузела корак ограничавања моћи УНАР-а, покушавајући да свргне са власти три лидера који су били познати у партији као покретачи ватре на протестним митинзима. Кајибанда је регистровао МСМ као званичну политичку партију променивши јој име у ПАРМЕХУТУ (фр. Parti du Mouvement de l'Emancipation Hutu (PARMEHUTU)). Кајибанда је отпочео мобилизацију заједница присталица широм земље позивајући на независну Хуту државу у оквиру уставне монархије. Историчар Кетрин Њубери је ситуацију у земљи описао као „кључали конац” крајем 1959. године; до краја октобра, са парламентарним извештајем током предстојећих избора у коме се наводи да је напетост у земљи достигла критичну тачку.

## Револуција

### Напад на Мбоњумутву и устанак Хутуа
1. новембра 1959. године Доминик Мбоњумутва, један од неколико Хуту подлидера и ПАРМЕХУТУ активиста, био је нападнут након посете мисе заједно са његовом женом у цркви недалеко од његове куће у Бјимани у покрајини Гитарама. Девет нападача који су учествовали у нападу су били део омладинског крила УНАР-а, извршили су строгу одмазду за Мбоњумутвино одбијање да потпише протестно писмо УНАР-а, осуђујући Белгијанце за уклањање троје Тутси претпостављених. Пре него што су га напали, нападачи су инцијално ангажовали Мбоњумутву у разговорима о његовом растућем утицају као подлидера. Мбоњумутва је узвратио нападачима и обоје, он и његова супруга, су били у стању да се безбедно врате кући, али су почеле да се шире гласине да је убијен; према подацима америчког професора теологије Џејмса Џеја Карнија, Мбоњумутва је, врло могуће, сам започео и проширио те гласине. 
Напад на Мбоњумутву је био катализатор који је довео до наводних насилних сукоба између Хуту и Тутсија, изазваних током претходних месеци напетости. 2. новембра, дан након напада, догодио се Хуту протест у Ндизи, у кући Атанаса Гашагаза, лидера Тутсија, који је био непосредан руководилац Мбоњумутве. Протест је завршен мирно али су већ нови велики протести отпочели сутрадан, 3. новембра на истом месту, који су прерасли у нереде. Предострожни Хутуи су себе прогласили „за Богове, цркве и Руанде” убивши два Тутси званичника и одвевши Гашагаза у прогонство. Мбоњумутва је био именован као његова замена.
Протести су се убрзо претворили у масовне нереде Хуту банде које су се кретале по територији са кућама које су насељавали Тутси. Насиље у овој фази, које се углавном и примарно одражавало паљевинама, а не убијању, осим у ситуацији када су Тутси били у позицији да се бране. Нереди су започели у Ндизи након чега су се проширили на читаву земљу, Хути су палили куће и земљу Тутсима превасходно употребљавајући петролеј који се у Руанди масовно користио за осветљавање. Оставши без крова над главом, многи Тутси су покушали да пронађу уточиште у белгијским мисијама католичких цркава и белгијским властима, док су се други преселили у Уганду и Конго; почетак онога што ће постати масовни егзодус до краја револуције. Пиромани су регрутовали локалне мештане у свој редове чиме су осигурали брзо ширење побуне. Многи Хутуи су веровали да је краљ надљудско биће тврдећи да су нападе починили у његово име. 9. новембра насиље се проширило на читаву државу, изузимајући Гитерину родну покрајину Астриду (Бутаре) укључујући далеки југозапад и исток. Највећи нереди одиграли су се на северозападу државе; у Рихенгерију, свака кућа Тутсија била је уништена у пожару.
Иницијални белгијски одговор на насиље био је пригушен; колонијална влада је имала свега 300 мобилисаних војника у Руанди почетком новембра, без обзира на опасност од грађанског рата, која је ескалирала на рачун дешавања претходних месеци. Католик Алфонс ван Хоф, који је радио у земљи као афрички изасланик са функцијом Белог оца, описао је белгијске копнене снаге као „неколицину џипова који се крећу по путу”. Неколико пиромана је било ухапшено али и упркос тој чињеници Белгијанци нису могли да обуздају ширење устанка па су тако били приморани да позову појачање из суседног Конга. Краљ Кигели затражио је дозволу за формирање властите војске која би пружила истрајну борбу против насиља, међутим, колонијални становник Андре Продхоме је одбио да задовољи овај захтев. Продхоме је био уплашен јер је мислио да би одобравањем захтева Тутсија дао пуни легитимитет ескалирању кризе која би довела до потпуног грађанског рата.
Без обзира на овај неуспех, Кигели је предузео противнапад против учесника нереда 7. новембра, мобилишући на хиљаде локалних полицајаца. Кигели је издао налог за хапшење и убијање једног броја истакнутих Хуту лидера у нади да ће тако сузбити револт побуњеника; један од убијених био је и брат Жозефа Гитере истакнути члан АПРОСОМА-е. Много ухапшених побуњеника су били одвођени у краљеву палату у Њанзи где су били изложени тортури од стране званичника УНАР-а. Грегор Кајибанда се већ одређено време скривао тако да је избегао заробљавање. 9. и 10. новембра Кигелијеве трупе напале су брдо код Саве, близу Астриде, са циљем да се нападне Гитерина кућа и тиме зароби лидер АПРОСОМА-е. Гитера је одговорио тако што је нагомилао своје снаге на брду. Краљеве снаге нису имале довољно ратног искуства како би добиле једну овакву битку, на крају белгијске снаге су интервенисале у Сави зауставивши крвопролиће и тако омогућавајући Гитери да побегне. Иако су Кигели и УНАР остали моћнији и боље опремљенији него Хуту страна, они су знали да Белгијанци сада снажно подржавају Хутуе; имајући довољно времена да Хуту стекне предност. Стога, УНАР је тражио начина да смањи моћ Белгије како би прогласили независност што је пре могуће.

### Долазак Гаја Логијеа
Новембарски устанак 1959. године и наредне борбе које су уследиле између Хуту и Тутси народа довеле су до почетка револуције али, према речима Карнија, то је био белгијски одговор како би дошло до трајног преокрета између две етничке групе чиме би Хуту групација преузела власт. Један од главних одлука у овом одговору био је Гај Логије белгијски војни пуковник који је радио у Конгу као војни обавештајац (фр. force publique). Логијеов лични пријатељ био је гувернер Руанде-Урундија Жан-Пол Харој и лично је њега позвао да дође у Руанду како би заједно проценили белгијске војне опције у колонији. Након избијања насиља Логије је убрзао свој одлазак у Конго након чега се опет вратио у Руанду 4. новембра. Логије је стигао у Руанду са бројним војницима и падобранцима како би успоставио, и тиме вратио, нарушени грађански ред.

Побожни католик, и политички социјалдемократа, Логије је у почетку био наклоњенији према народу Хуту сматравши да они требају да одлучују о важним питањима у земљи. Та његова наклоњеност је делимично била и због безбедностних разлога. Логије је тврдио да насиље Хутуа треба да се настави довољно дуго док се не преузме власт од Тутсија, али он је такође подржавао и став у прилог демократизације револуције; Логије је то видео као прилику да се „угњетавање” вршено над Тутси владајућом класом од стране Хуту сељака настави у побуни. Он је у својим касније написаном мемоару из 1988. године написао: 
Неки од мојих помоћника су ми говорили да нисам био у праву када сам говорио против Тутси народа и тиме био водећи у напорима да Руанду спроведем на путу ка демократизацији чије је окончавање било далеко и неизвесно;
 али он је испунио своје радње говорећи: 
то је највероватније била одлука да дубоко на дну оставимо базичност суровости и неправичности аристократије у Руанди.
 Након Кигелијеве и УНАР-ове одмазде против Хутуа, Логије и његове снаге су за приоритет узеле заштиту Хуту лидера (укључујући и Гитеру).
Дана 12. новембра, након Харојевог проглашења ванредног стања у држави, Логије је био именован специјалним војним становником са мандатом да уведе ред у Руанди. Осећајући да је независност била неизбежна и да УНАР и Тутси лидерство имају способност за брзо управљање про-Тутси независном краљевином, Логије је земљу повео у правцу оснаживања у настојању за оснивањем Хуту републике. Он је то урадио заједно са Харојем који му је пружио подршку у постављању Хутуа на више административне позиције; више од половине земље са Тутси лидерима на челу, укључујући и подлидере, били су замењени Хутуима, већином из ПАРМЕХУТУ партије. Логије је означио именовања званичника „привременим”, обећавши да ће избори уследити у наредном периоду. Упркос томе што су многи УНАР чланови осуђени за злочине почињене за време контрареволуције Тутсија, њихови Хуту сународници из партија ПАРМЕХУТУ и АПРОСОМА, били су проглашени кривима за подметање пожара након чега су побегли са лица места без икакве надокнаде. У децембру Логије је био именован на нову дужност специјалног грађанског становника заменивши више конзервативнијег колонијалног становника Андреа Продхомеа. Белгијска влада опуномоћава га како би свргао краља са трона наметнувши му вето на одлуке што је значило да је уставни монарх Кигели тада добио Логијеа као његову замену у земљи тако поставши де факто лидер.

### Пораст моћи ПАРМЕХУТУ-а
Период након смрти Рудахигве у јулу 1959. године, и каснији „пуч” Тутсија против Белгијанаца, виђен је као растући на пољу популарности за ПАРМЕХУТУ када је поменута партија стекла водећу улогу у односу на АПРОСОМА-у Жозефа Гитере као и Тутсијевог УНАР-а. АПРОСОМА се залагала за свеобухватни приступ руандског национализма у време када су се ауторитативни Тутси све више залагали за анти-Тутси механизам међу Хутуима. ПАРМЕХУТУ-ин утицај је још више порастао након новембарског насиља, нарочито када је Гај Логије поставио лидере на привремене функције из те партије, што им је омогућило одређивање дневног реда и контролу управе пред предстојеће изборе. Без обзира на то, ПАРМЕХУТУ је тврдио да им је потребно још више времена за народ Хуту, да постане „довољно слободан да ефикасно брани своја права и начела”, и успешно да лобира код Белгијанаца да одложи предстојеће општинске изборе који су били заказани за јануар 1960. године. Поменути избори су одложени за јун исте године. У марту 1960. године делегација Уједињених нација посетила је Руанду како би проценила напредак земље на путу ка независности. Главне политичке партије су позвале на уличне демонстрације, које су прерасле у ново избијање насиља током посете Уједињених нација. Куће Тутсија су у априлским пожарима запаљене пред очима делегације резултирајући томе да бегијски планови о покретању јунских избора бивају у немогућој ситуацији за одржавање. Уместо тога, делегација је понудила преговоре за округлим столом уз учешће свих четири постојећих политичких партија како би се ставила тачка на насиље.
Упркос предлогу Уједињених нација о одлагању избора, белгијске власти су ипак одлучиле да одрже изборе у јуну и јулу. Као резултат избора забележена је убедљива победа партије ПАРМЕХУТУ која је освојила 160 од укупно 229 места. Партије Тутсија су на изборима освојиле свега 19 места. Општинске власти су одмах преузеле контролу од традиционалних лидера; виђено је много имплементираних феудалних редова слично као у случају Тутси елите, само је сада то случај за народ Хуту уместо народа Тутси. Иако је после избора Гај Логије најавио да ће „револуција бити завршена”, напетост је и даље остала висока чиме су се локални масакри над Тутсима наставили између 1960. и 1961. године. Краљ Кигели је живео у стварном притвору у јужној Руанди, након чега је у јулу 1960. године побегао из земље, живећи у изгнанству неколико деценија на територији источне Африке након чега се населио у Сједињене Америчке Државе.

### Независност
Руанда се упустила у нову реалност након избора 1960. године у коме су Хуту били доминантнији; Белгија и Логије су подржавали ПАРМЕХУТУ чиме је утицај Тутсија престала. Генерална скупштина организације Уједињених нација, у којој доминирају државе комунистичког савеза, које подржавају анти-белгијске Тутси и УНАР партије, залагале су се у настојању да самостално надзиру изборе. Комисија је била аутор резолуција Генералне скупштине ОУН-а 1579 и 1580 које су се позивале на изборе и референдум у монархији; Логије је одбацио резолуције сматравши их „потпуно бескорисним”, направивши мало напора да их спроведе. Конференција националног помирења која је била одржана у Белгији у јануару 1961. године завршена је са неуспехом. Логије и Кајибанда су након конференције сазвали састанак државних локалних лидера на којем је проглашена „суверена демократска Република Руанда” са Домиником Мбоњумутвом као њеним привременим председником. Уједињене нације су објавиле извештај у којем се наводи да је „опресивни систем замењен за још један исти такав”, додавши да његова способност да утиче на систем једноставно понестане. ПАРМЕХУТУ је освојио контролу над законодавством у септембру 1961. године; Кајибанда је преузео председништво након чега је у јулу 1962. године Руанда постигла пуну независност.

## Последице

### Тутси избеглице и нападиињензија
Како је револуција напредовала многи Тутси су напустили Руанду како би избегли етничко чишћење од стране народа Хуту. Егзодус који је почео пожарним нападима током новембра 1959. године, трајао је и током револуције. Према званичним подацима крајем 1964. године укупно 336.000 припадника народа Тутси прогнано је углавном у четири суседне земље Бурундију, Уганди, Тангањики (касније Танзанији) и Конгу-Леополдвил. Емигранти, за разлику од етничких Руандијаца који су емигрирали током преколонијалне и колонијалне ере, су третирани као избеглице у земљама домаћина и почели су одмах да агитују за повратак у матичну Руанду. Њихови циљеви су се разликовали; неки су желели да се уклопе у нови режим на челу са Кајибандом, од којих су неки били изгнани за време краља Кигелија, до оних који ду желели да збаце нови режим са власти заједно са партијом ПАРМЕХУТУ желећи да успоставе социјалистичку републику.
Почевши од краја 1960-их година наоружане групе прогнаних Тутсија (ињензи или бубашвабе названих од стране Хуту владе) су отпочели нападе на Руанду са променљивим успесима. Ињензи у Бурундију подржали су новоформирани систем, независну Тутси републику, изазвавши неколико ексцеса у јужном делу Руанде. Избеглице које су биле настањене у Конгу, Уганди и Танзанији били су мање способнији да организују војне операције због локалних услова; изгнаници у Танзанији су се асимиловали у друштву одуставши од тежње да се врате у Руанду. Напади ињензија удружених са малобројним Тутси групацијама из Руанде довели су до већег броја избеглица који су прелазили преко граница у суседним земљама.
У децембру 1963. године бурундијски ињензи покренули су масовне и неочекиване нападе, докопавши се дистрикта Бугесера, позиционирајући се даље према Кигалију. Иако лоше опремљени и слабо организовани, ињензи су нанели пораз влади. Одговор владе на терористички напад забележен је највећим убиствима Тутсија до тада: око 10.000 у децембру 1963. године и јануару 1964. године, укључујући и све Тутси политичаре који су још увек били у земљи. Међународна заједница мало шта је учинила  по питању одговора на ове злочине чиме је унутрашња моћ председника Кајибанде знатно ојачала. Борба и пораз означили су крај ињензија, који након 1964. године више нису били претња по Руанду.

### Постреволуционална Руанда
Након Тутси масакра који се догодио између 1963. и 1964. године и поразу ињензија Кајибанда и ПАРМЕХУТУ су неконтролисано владали Руандом током наредне декаде, надгледавши Хуту хегемонију оправдану крилатицом „демографске већине и демократије”. Овај режим није толерисао неслагања, владавину „одозго надоле” сличну предреволуционарној феудалној монархији и промовисање дубоковерних католика са моралним духом. Овакво вођење политике је раних 1970-их година изоловало Руанду од остатка света и довело до побуне између Хуту елите. Виши командант војске Жувенал Хабијаримана је 5. јула 1973. године организовао пуч убивши Кајибанду и уображено председништво.
Године 1990. Руандски патриотски фронт (РПФ) (фр. Front Patriotique Rwandais (FPR)) и група побуњеника која се углавном састојала од Тутси избеглица извршили су инвазију на северну Руанду што је довело до грађанског рата у Руанди. Иако ни једна страна није добила одлучујућу предност у рату, до 1992. године Хабијариманијина власт је била ослабљена, масовне демонстрације одвеле су га у преговоре са унутрашњом опозицијом чиме је потписао коалициони споразум са РПФ-ом. Прекид ватре се завршио 6. априла 1994. године када је Хабијариманин авион оборен близу аеродрома у Кигалију што је резултирало његовом погибијом. Хабијариманијева смрт је била окидач за геноцид у Руанди који је започео неколико сати по његовом смрћу. За око 100 дана између 500.000 и 1.000.000 Тутсија и политички умерених Хутуа су убијени у добро планираним нападима којим је управљала привремена влада. Тутси из руандског патриотског фронта под лидерством Пола Кагамеа наставили су своју офанзиву и методично обнављали Руанду, контролишући читаву њену територију до средине јула. Године 2015. Кагаме и РПФ и даље су управљали земљом, у којој је забележен раст руандске економије, видљив повећан број туриста као и напредак државе према индексу хуманог развоја.